# Nu-disco
Nu-disco (também conhecido como new disco ou disco house) é um gênero musical surgido no início dos anos 2000, associado a um interesse renovado na música disco americana dos anos 70 e na música euro disco dos anos 80, com bastante uso de sintetizador com uma instrumentação house. O gênero foi especialmente popular em meados dos anos 2000, e experimentou outro pequeno ressurgimento no início da década de 2010.
Atualmente, existem diversas cenas associadas ao termo "nu-disco" pelo mundo. Uma delas é caracterizada como uma fusão entre house music e disco, também referida como "disco house". Outra é música balearica com influência da discoteca, conhecida como revival balearic beat ou balearica.

## Características

### Edição e Reedição da Disco
Uma versão modificada do master original, editada por DJs locais e da discoteca para ampliar e enfatizar os melhores e mais agradáveis elementos de dança. A edição de Todd Terje do hit "You Should Be Dancing" do Bee Gees faz exatamente isso, subestimando os riffs vocais datados em favor da condução de baixo, percussão animada e uma sensação geral de espaço.  Muitos produtores de nu-disco também são editores de disco e, muitas vezes, há um pouco de sobreposição entre os dois gêneros, já que muitas músicas de nu-disco apresentam amostras de faixas clássicas de disco. Também não é incomum que uma edição seja feita de uma faixa moderna. Notáveis modernos editores de disco incluem Greg Wilson, Todd Terje, Dimitri from Paris, Joey Negro e Flying Mojito Bros.

### Ritmo de Bateria
Como o nu-disco é um gênero de dança em primeiro lugar, os ritmos da bateria são uma parte essencial. Eles geralmente apresentam batidas com uma sensação orgânica e animada, com base nos sons de gravações clássicas de disco de Chic, Sister Sledge e outros.

### Instrumentação ao vivo
Enquanto a produção moderna é abundante com sons sintetizados, muitos discos de nu-disco são, na tradição do disco, movidos por licks de guitarra ou baixo. O guitarrista, produtor e compositor Nile Rodgers trouxe os riffs para a frente do ritmo com Chic nos anos 1970 e novamente com Daft Punk em 2013. Outros exemplos modernos notáveis incluem "Baby I'm Yours", de Breakbot, e "Holding On", de Classixx.

### Sintetizadores
Assim como em outros gêneros eletrônicos, os produtores de nu-disco usam sintetizadores digitais e analógicos para criar linhas melódicas e harmônicas e adicionar ambiência e cor aos seus discos. Gigamesh usa um som fortemente sintetizado enquanto ainda mantém influências da velha escola em faixas como "Back To Life", e Poolside usa sintetizadores atmosféricos para complementar seus sons de bateria, baixo e guitarra em "Do you Believe"

### Arranjo
Ao contrário de seus precursores de disco, o nu-disco e o disco house não são fórmulas de música  essenciais para o pop moderno. Em vez de seguir o modelo tradicional de versos e refrões, o nu-disco tende a buscar seus primos eletrônicos, com seções repetitivas e mais prolongadas que se aproximam lentamente do refrão e recuam novamente. Caso contrário, linhas monótonas são trazidas à vida com o uso de filtros, amostras e outras mudanças sutis no som ou no ritmo ao longo do tempo, de maneira a fazer as pessoas quererem continuar dançando. "One More Time", do Daft Punk, é considerado um dos exemplos mais influentes da aplicação do "disco de filtro".